# Englerodendron
Englerodendron es un género de plantas fanerógamas de la familia Fabaceae. Es originario de África.
Etimología
Englerodendron: nombre genérico otorgado en honor del botánico alemán Heinrich Gustav Adolf Engler con el sufijo dendron.

## Especies
A continuación se brinda un listado de las especies del género Englerodendron aceptadas hasta mayo de 2011, ordenadas alfabéticamente. Para cada una se indica el nombre binomial seguido del autor, abreviado según las convenciones y usos.
- Englerodendron gabunense (J.Léonard) Breteler
- Englerodendron usambarense Harms